# Schopsdorf
Schopsdorf là một đô thị thuộc huyện Jerichower Land, bang Sachsen-Anhalt, Đức. Đô thị Schopsdorf có diện tích 6,55 km², dân số thời điểm ngày 31 tháng 12 năm 2006 là 292 người.